# Kim Ji-sook (cantante)
Kim Ji-sook (coreano: 김지숙 (); Suwon, Gyeonggi, 18 de julio de 1990), también conocida como Jisook (coreano: 지숙), es una cantante y actriz surcoreana. Ella fue miembro del grupo femenino surcoreano Rainbow.

## Biografía y educación
Kim se graduó de la escuela secundaria Changhyeon. Participó activamente en una banda de rock durante la escuela secundaria y ganó el máximo premio de canto en el Festival General de Artes de Suwon. En una academia de música práctica, se unió a Rainbow por recomendación de Kim Sung-hee, una exmiembro de Kara. Kim se graduó de la Universidad de Mujeres Hanyang, donde también estudió Kim Sung-hee.

## Carrera

### 2009-2016: Rainbow
El 12 de noviembre de 2009, Rainbow lanzó su primer video musical "Gossip Girl", junto con su EP del mismo nombre. El 12 de enero de 2012, Kim debutó como miembro de la subunidad Rainbow Pixie junto a sus compañeras de grupo Seungah y Hyunyoung con "Hoi Hoi".
En junio de 2012, Kim lanzó "Shall We Fall in Love?" para la banda sonora de I Love Lee Taly con Min Hoon-ki.
Kim fue embajadora de relaciones públicas de la Agencia de Policía Provincial de Gyeonggi (ahora Agencia de Policía Provincial del Sur de Gyeonggi) en 2015. 
El 27 de octubre de 2016, se confirmó que Rainbow se disolvería el 12 de noviembre con el final de los contratos de las integrantes.

### 2017-presente: debut en solitario, actuación y reunión de Rainbow
El 15 de febrero de 2017, Dmost Entertainment anunció que Kim había firmado con ellos.
En agosto de 2017, Kim hizo su debut en solitario con Baesisi, la canción principal del mismo nombre con Jung Il-hoon de BTOB. En enero de 2019, DMOST declaró que Kim haría un regreso el mes siguiente.
En noviembre de 2019, Rainbow se reformó en el décimo aniversario del grupo. Lanzaron el EP Over the Rainbow el 14 de noviembre.
En 2021, Kim fue elegida para Imitation, una serie de televisión sobre ídolos en la industria del entretenimiento, como Eun-jin, una talentosa estilista.

## Vida personal
La madre de Kim falleció en 2012 debido a una enfermedad no revelada; su madre había ocultado la gravedad de la enfermedad, tal como Kim había estado promoviendo en ese momento.
A Kim le gusta la fotografía. Ella tomó las fotos de perfil de debut para IBI, un grupo de chicas formado por cinco ex concursantes de Produce 101. Kim también realizó una galería benéfica del 5 al 25 de febrero de 2015, en la Galería Illum en el distrito Chungmuro del centro de Seúl.
Kim fue elegida con su novio Lee Doohee para Don't Be Jealous. Anunciaron sus planes de matrimonio en el programa; luego anunciaron la fecha como el 31 de octubre de 2020.

## Discografía

### Sencillos

#### Apariciones en bandas sonoras
| Título                                     | Año  | Posiciones más altas en los gráficos | Álbum                                |
| Título                                     | Año  | COR                                  | Álbum                                |
| ------------------------------------------ | ---- | ------------------------------------ | ------------------------------------ |
| "Shall We Fall in Love?" (con Min Hoon-ki) | 2012 | —                                    | I Love Lee Taly: Original Soundtrack |
| "Secret Love"                              | 2013 | —                                    | Secret Love OST                      |
| "My Hero"                                  | 2014 | —                                    | Can We Fall in Love, Again? OST      |
| "I Love You" (con Hyunyoung)               | 2014 | —                                    | Blade Man OST                        |
| "Baesisi" (con Jung Il-hoon)               | 2017 | —                                    | Baesisi                              |

## Filmografía

### Series de televisión
| Año       | Título                                     | Papel       | Notas                                             | Ref.   |
| --------- | ------------------------------------------ | ----------- | ------------------------------------------------- | ------ |
| 20??      | Quickness (The Power to Discover Rankings) | MC          |                                                   |        |
| 2012      | Strong Heart                               | Invitada    | Episodios 117 y 118, 155-158.                     |        |
| 20??      | Entertainment Weekly                       | Reportera   | KBS2                                              |        |
| 20??      | Lord of the Game                           |             | JTBC                                              |        |
| 20??      | 100 People's Choice - Best Ramen           |             | MBC EVERY1                                        |        |
| 20??      | Gifted and Talented Exploration Team       |             | SBS                                               |        |
| 20??      | Pretty Avengers                            |             | Onstyle                                           |        |
| 2016      | I Live Alone                               | Invitada    | Ep. 160 (Invitada), 165 (Aparición)               |        |
| 2017      | Song Ji-hyo's Beauty View                  | Invitada    | Episodio 3                                        |        |
| 2017      | King of Mask Singer                        | Participant | Episodio 115; "Flood of Music, Oasis of My Heart" | [ 19 ] |
| 20??      | Idol Tour                                  | MC          | MBC Music                                         |        |
| 2017–2018 | A Man Who Feeds The Dog Season 2           | Invitada    | Channel A                                         |        |
| 2017      | The Different Class                        |             | JTBC                                              |        |
| 2019      | Feast on the Street                        |             | KBS1                                              |        |
| 2020      | Live Happy Dream Lotto 6/45                | Invitada    | MBC, Episodio 889                                 |        |
| 2021      | Imitation                                  | Eun-jin     | Supporting role                                   | [ 12 ] |